# Cermet
Un cermet és un material compost format per materials metàl·lics i ceràmics. El seu nom prové de l'anglès Ceramic metal.
Els cermets estan dissenyats per combinar la resistència a altes temperatures i l'abrasió dels ceràmics amb la mal·leabilitat dels metalls. Com a matriu s'utilitza el metall, usualment níquel, molibdè o cobalt, i la fase dispersa està constituïda per carburs refractaris, òxids, borurs o alúmina.
Durant la segona guerra mundial, científics alemanys van desenvolupar cermets usant òxids com a ceràmic. Ho van utilitzar per fabricar peces de motors d'avió, tant a reacció com d'hèlixs, ja que resistien altes temperatures i eren més lleugers que els aliatges metàl·lics corrents. La Força Aèria dels Estats Units va advertir un gran potencial en aquest tipus de materials i va finançar investigacions en centres com la Universitat Estatal d'Ohio i la Universitat d'Illinois entre d'altres, obtenint un moderat èxit, però cap als anys 50 el desenvolupament es va estancar. Va ser en els anys 60 quan es va recuperar l'interès per desenvolupar els cermets, amb materials com el nitrur de silici i el carbur de silici.
Dintre de les aplicacions més freqüents, podem destacar: segells i juntes que uneixen materials ceràmics amb metalls, cel·les de combustible, eines de tall i trepants (tall en sec), cel·les de combustible nuclear, turbines de motors de reacció i potenciòmetres de qualitat.